# Hassan Sardar
Hassan Sardar, född den 22 oktober 1957 i Karachi, Pakistan, är en pakistansk landhockeyspelare.
Han tog OS-guld i herrarnas landhockeyturnering i samband med de olympiska landhockeytävlingarna 1984 i Los Angeles.